# Spathopsis
Spathopsis é um género de bivalve da família Mutelidae.
Este género contém as seguintes espécies:
- Spathopsis wissmanni